# Некрасовское
Некра́совское (до 1938 года — Большие Соли) — посёлок городского типа в Ярославской области России. Административный центр Некрасовского района и Некрасовского сельского поселения.

## География
Расположен на правом берегу реки Солоница, при её впадении в Волгу (справа), в 45 километрах к востоку от Ярославля.

## История
Впервые упоминается в 1214 году как село Соль Великая в связи с борьбой ростовского князя Константина и владимирского — Георгия за местные соляные источники. Позже населённый пункт был известен как посад Большие Соли. В XV — середине XVII веков здесь работали солеварни (на конец XVI века было 19 варниц). В последующие годы Большие Соли славились своими резчиками по дереву и каменщиками.
До 1928 года село входило в Костромской уезд Костромской губернии.
Будучи центром Большесольского сельсовета, село Большие Соли с 1929 до 1932 гг. входило в Заволжский район Ивановской Промышленной области, с 1932 года — в Большесольский район.
Постановлением Президиума ВЦИК «Об изменениях в административном устройстве Ивановской промышленной области» от 20 февраля 1934 года в селение Большие Соли из селения Бабайки был перенесён административный центр Большесольского района.
11 марта 1936 года село вместе с районом стали частью новообразованной Ярославской области.
Постановлением ВЦИК от 8 января 1938 года село Большие Соли (вместе с сельсоветом и районом) было переименовано в Некрасовское в честь русского поэта Н. А. Некрасова, проведшего детство на территории современного Некрасовского района.
Большие Соли под названием Усолово показаны в его известной поэме «Кому на Руси жить хорошо». Под прежним названием сейчас известен центр медицинской реабилитации.
Указом Президиума Верховного Совета РСФСР от 26 июля 1940 года село Некрасовское преобразовано в рабочий посёлок.
В 1990-е годы в черту рабочего посёлка было включено село Бабайки с Николо-Бабаевским монастырём, благодаря чему Некрасовское получило выход на берег Волги.

## Население
| 1872  | 1897  | 1926  | 1939  | 1959  | 1970  | 1979  | 1989  | 2002  | 2007  | 2009  |
| ----- | ----- | ----- | ----- | ----- | ----- | ----- | ----- | ----- | ----- | ----- |
| 1327  | ↘1287 | ↘1227 | ↗1869 | ↗3039 | ↗4615 | ↗4946 | ↗6950 | ↘6489 | ↘6222 | ↘6193 |
| 2010  | 2011  | 2012  | 2013  | 2014  | 2015  | 2016  | 2017  | 2018  | 2019  | 2020  |
| ↘6154 | ↗6200 | ↘6027 | ↗6063 | ↘6041 | ↘6000 | ↘5904 | ↘5897 | ↘5797 | ↘5755 | ↘5709 |
| 2021  |       |       |       |       |       |       |       |       |       |       |
| ↗6079 |       |       |       |       |       |       |       |       |       |       |

## Известные жители
- Иероним Лаговский (в миру Иван Евгениевич) — местный уроженец; архимандрит Русской православной церкви; педагог, ректор Пермской духовной семинарии.
- Брендючков, Константин Григорьевич — преподавал в Некрасовском техникуме механизации сельского хозяйства, работал инженером-конструктором Некрасовского машиностроительного завода; впоследствии писатель.
- Блохин, Алексей Александрович — первооткрыватель башкирской нефти и основатель города Ишимбая.
- Виноградов, Сергей Арсеньевич (1869—1938) — русский художник.
- Попов, Константин Абрамович (1814—1872) — купец, промышленник, благотворитель и общественный деятель, крупнейший российский торговец чаем
- Михаил Павлович Смирнов — благочинный, протоиерей храма «Утоли моя печали»; впоследствии архиепископ Архангельский и Холмогорский Леонтий.
- Братья Сорокины — русские художники академического направления:
  - Евграф Семёнович (1821—1892).
  - Василий Семёнович (1833—1921).
  - Павел Семёнович (1839—1886).

## Экономика
Основные предприятия посёлка: машиностроительный завод (выпускает технологическое оборудование и запасные части для пищевой промышленности), завод кровельных материалов, Некрасовская кондитерская фабрика (бывший молочный завод), Некрасовская швейная фабрика.
Некрасовское — известный курорт на базе месторождений целебной минеральной воды (действуют санатории, СПА-отель, наиболее известны: санаторий «Малые Соли», Центр медицинской реабилитации «Большие Соли»).

## Достопримечательности
- Церковь Рождества Пресвятой Богородицы (рубеж XVII—XVIII веков)
- Воскресенский собор (1700—1717 годы, перестроен в XIX веке)
- Ансамбль Преображенской церкви (1755 год, в стиле барокко) и церкви иконы Божией Матери «Утоли моя печали» (1839—1844 годы)
- Николо-Бабаевский монастырь (действующий, был сильно разрушен в 30-е годы, в настоящее время восстанавливается)
- Дом-музей Народных Мастеров Романовых, объект культурного наследия народов Российской Федерации[30] (производство Некрасовской глиняной игрушки, сувениров из глины, произведений из бересты, ткани. Романовы — участники и лауреаты многочисленных выставок и фестивалей Российского и Международного уровня)
- Музей соли — создан в 2009 году, открыт в День посёлка, входит во Всемирную туристическую сеть.
- Некрасовский Краеведческий Музей

## Транспорт
Ближайшая железнодорожная станция находится в рабочем посёлке Бурмакино, в 26 километрах к югу от Некрасовского.